# Galerna
Una galerna es un temporal súbito y violento con fuertes ráfagas de viento del oeste al noroeste que suele azotar algunas zonas del mar Cantábrico y el golfo de Vizcaya, por lo general entre la primavera y el otoño. Afecta especialmente a la zona del Cantábrico central y oriental, es decir, a la costa oriental de Asturias, Cantabria y a las provincias vascas de Vizcaya y Guipúzcoa. Su nombre procede del francés galerne y este del bretón gwalarn, palabra que designa este viento del noroeste. 
Aparecen en días calurosos y apacibles en los que la llegada de un frente frío viene acompañado de un cambio brusco en la dirección e intensidad del viento, que puede llegar a superar los 100 km/h. El cielo se oscurece y se produce un fuerte descenso de temperatura, de hasta 12 °C en 20 minutos, un aumento de la presión atmosférica y de la humedad relativa, que roza el 100 %. La mar puede llegar a ser de gruesa a montañosa y a todo ello se añaden unas cortas pero intensas lluvias (aunque no necesariamente).

## Localización
En una galerna típica se distinguen tres áreas principales que conforman su ciclo de oeste a este a lo largo de la costa de la mitad oriental del Cantábrico:
- La primera zona, ubicada entre Avilés y Cabo Mayor, es conocida como la zona de desarrollo. Aquí es donde la galerna comienza a formarse y adquiere fuerza. Sin embargo en este punto el viento aún no alcanza su máxima intensidad y no llega a una escala fuerte.

- A medida que la galerna avanza se extiende a una segunda zona, desde Cabo Mayor hasta Biarritz. Esta área se conoce como la zona de máxima intensidad. Aquí es donde la galerna muestra su verdadero poder. En la costa, los vientos son extremadamente fuertes, con ráfagas que pueden superar los 100 km/h.

- Finalmente, después de pasar Biarritz, la galerna entra en su fase de disipación. Esto significa que comienza a debilitarse gradualmente. Los vientos van perdiendo fuerza y la galerna agota su energía.

## Características

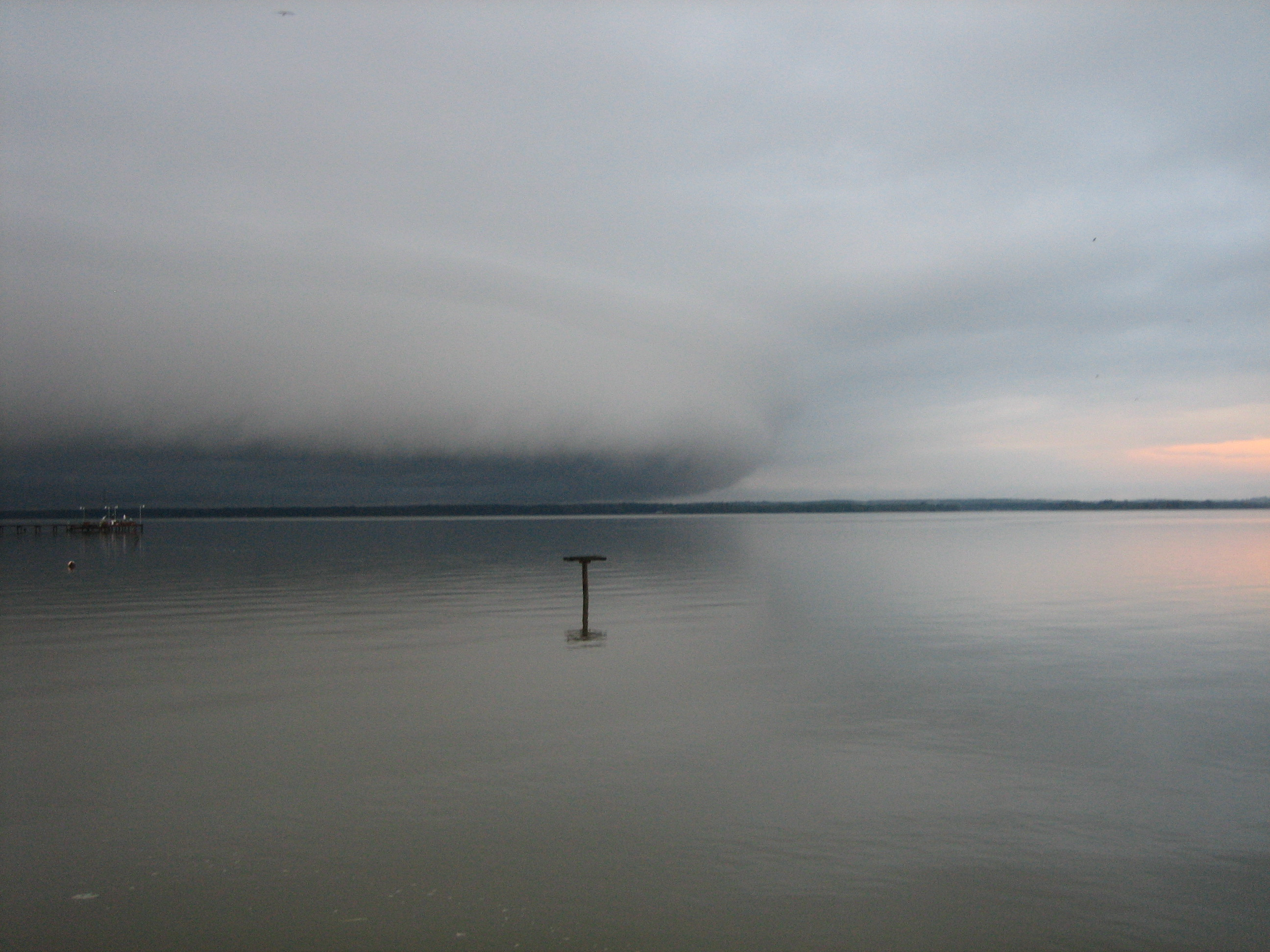
Súbito y rápido avance de un frente frío, situación similar previa al desarrollo de una galerna.

La galerna se engloba dentro de las denominadas perturbaciones atrapadas en la costa (PAC - en inglés: coastally-trapped disturbance, CTD). En su mayoría se originan mediante frontogénesis local en el interior del golfo de Vizcaya y solo una fracción menor son frentes oceánicos generados fuera de la región. 
La frontogénesis local suele iniciarse a partir de la irrupción de los suroestes pre-frontales oceánicos que preceden a un frente primario y que desplazan a los continentales más cálidos dentro del Golfo. La capa límite marina, de estratificación estable detrás de este nuevo frente, puede quedar atrapada en la costa contra la barrera topográfica de la cordillera Cantábrica y canalizarse a lo largo de ella, siguiendo los gradientes de presión locales y/o sinópticos. En este caso el frente de galerna puede intensificarse con los gradientes de presión favorables costeros oeste-este que se establecen con la formación de una vaguada a sotavento de la cordillera causada por el efecto Foehn que precede a la galerna: la vaguada tiene un origen térmico (calentamiento adiabático) y dinámico (convergencia horizontal provocada por el incremento de la vorticidad relativa y el estrechamiento de las columnas de aire a sotavento de la cordillera). Este reforzamiento del frente de galerna podría relacionarse con los saltos aparentes del frente primario, que finalmente puede debilitarse y desaparecer, mientras que el frente de galerna se intensifica, como se puede observar el 3 de julio de 2015 (ver imagen) con datos de viento horarios de reanálisis ERA5 del Centro Europeo de Previsiones Meteorológicas a Plazo Medio (ECMWF). En este caso, como en otros muchos, este frente no se acompaña de nubosidad con suficiente espesor o extensión, y en consecuencia permanece oculto en las imágenes de satélites meteorológicos.

Viento y sistemas frontales el día 3 de julio de 2015 durante el desarrollo de una galerna en el golfo de Vizcaya. Los frentes se han trazado mediante un algoritmo automático de representación: las áreas coloreadas en azul y rojo representan en ms^{-1} los giros de viento SO-NO y E-O, respectivamente. La galerna alcanzó su máxima intensidad entre las 18:00 y 20:00 UTC en la costa vasca. Los contornos azules delimitan la zona de convergencia que excede el valor de referencia 3·10^{5} s^{-1}. Todos los datos meteorológicos son superficiales (1000 hPa).

En estos fenómenos meteorológicos extremos en veinte minutos se pasa de una mar entre llana y rizada, provocada por el viento sur, a otras con 3 o 6 metros de altura de oleaje, según sea la violencia de la galerna. En algunas ocasiones se recogen testimonios de que la mar ha llegado a catorce metros de altura. No obstante este tipo de galernas no son propiamente tales, sino ciclogénesis explosivas, las cuales tienen otra gestación diferente, aunque su aparición se parece bastante a la galerna.
La región recibe un promedio de cuatro a cinco galernas relativamente intensas (Vmáx > 50 km h−1) por año: su número muestra una gran variabilidad anual y una marcada estacionalidad, con un máximo durante los meses de mayo y junio y un mínimo en invierno. Ocurren frecuentemente entre el mediodía y bien entrada la tarde, donde se registran los fenómenos más intensos. 
Debido a que las galernas suponen un cambio repentino del tiempo y de las condiciones del mar, son uno de los fenómenos meteorológicos más temidos por los marineros y pescadores del mar Cantábrico, sobre todo porque durante muchos siglos fueron impredecibles. En la actualidad los modelos meteorológicos son capaces de saber cuándo puede producirse una galerna, restando parte de peligrosidad potencial, aunque normalmente lo que se puede prever es que se van a dar las condiciones propicias para que se produzca, siendo todavía muy complicado determinar en qué momento exacto se producirá el cambio de tiempo.

## Fenómenos meteorológicos similares
En diferentes lugares del mundo es posible encontrar fenómenos CTD semejantes a la galerna típica. Uno de ellos es conocido como Coastal Surges en la costa oeste de Norteamérica. Otro ejemplo es el leader front en la costa este sudafricana. En la costa este de Australia, se encuentran fenómenos como Coastal Ridging y Southerly Buster. Eventos parecidos también se han observado al este de los Apalaches, al sur de  Nueva Zelanda y  en las costas de Málaga .
Es interesante destacar la similitud del entorno geográfico en estos casos, con una cadena montañosa paralela a la costa, donde precisamente estos fenómenos se desarrollan.

## Galernas a lo largo de la historia

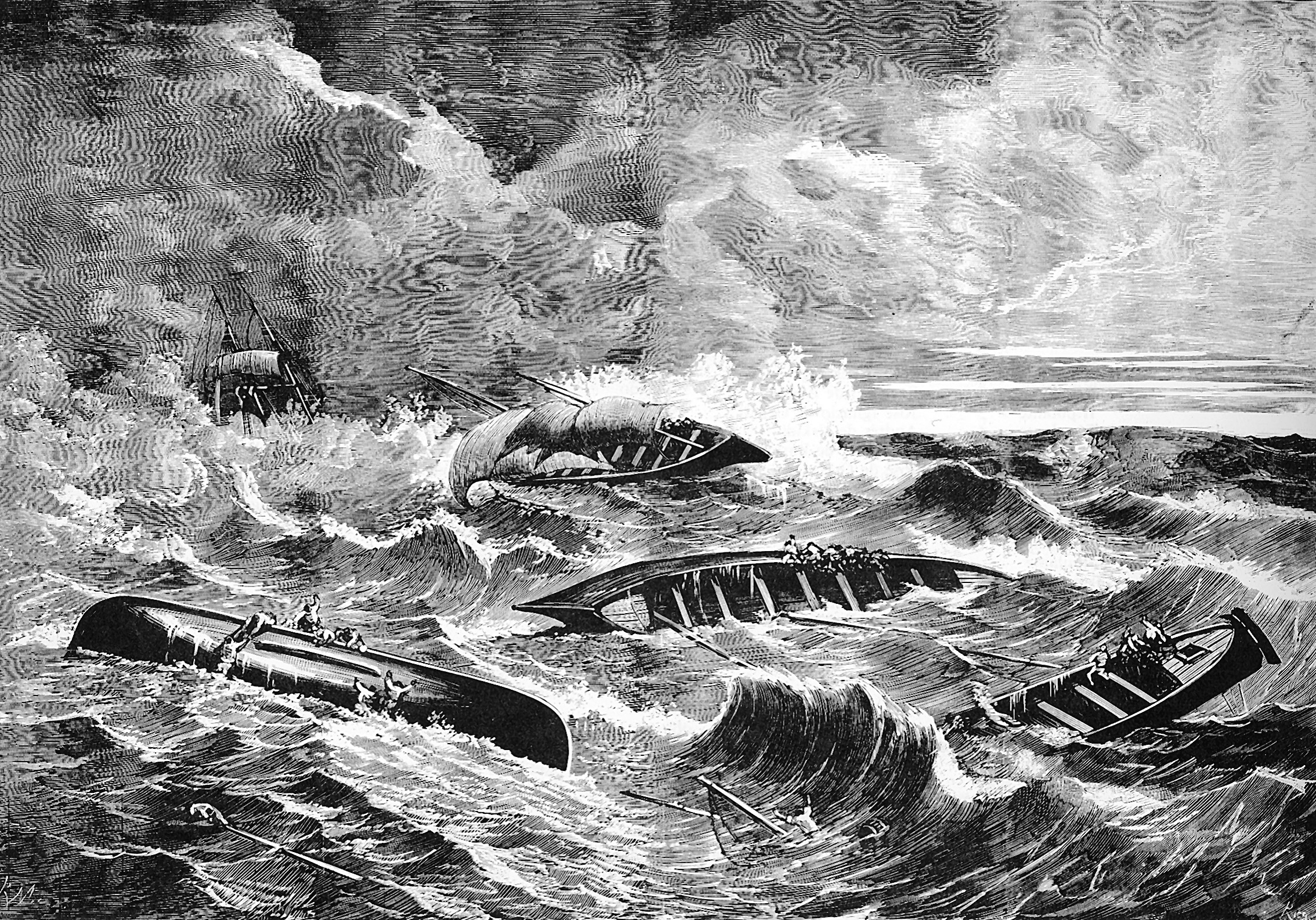
Naufragio de lanchas pescadoras ocasionadas por la galerna, dibujo de Rafael Monleón tal y como apareció en un grabado de La Ilustración Española y Americana tras la tragedia de la galerna del Sábado de Gloria.

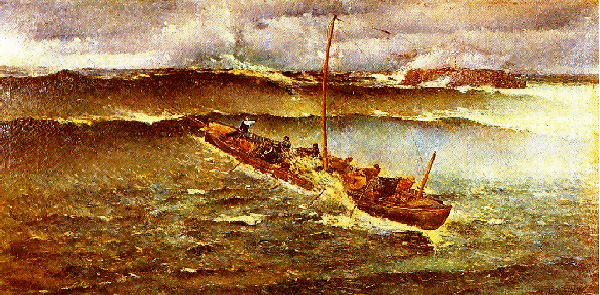
¡Jesús y adentro!, pintura de finales del siglo XIX de Fernando Pérez del Camino que representa el aciago episodio de la galerna del Sábado de Gloria en la novela Sotileza de José María de Pereda. El título alude a la plegaria que, con temporal, gritaban los pescadores santanderinos en el instante mismo de pasar El Puntal, barra de arena que cierra la bahía de Santander.

Las galernas son temidas por los hombres de la mar por ser un fenómeno meteorológico de extremada violencia y que se han cobrado numerosas vidas entre los marineros. Una de las más recordadas fue la galerna que se produjo el 20 de abril de 1878, tristemente conocida como galerna del Sábado de Gloria y que José María de Pereda recogería en su novela Sotileza.
Ese día toda la población pescadora se agolpaba en los puertos y acantilados viendo cómo sus familiares intentaban ganar la costa a bordo de las lanchas y traineras. Perderían la vida 322 pescadores ahogados en el Cantábrico (132 cántabros y 190 vascos) y la conmoción provocada en el país sería muy importante. A partir de este desastre se introducirían mejoras en la navegación (cubierta corrida, partes meteorológicos, salvamento de náufragos, etc.). Aun así todo ello no quitaría que en las sucesivas galernas se siguiesen produciendo víctimas. Importantes fueron también las de los años 1912, 20 de diciembre de 1914, 12 de julio de 1961, 7 de junio de 1987 y 13 de mayo de 2002.

Hay una palabra seria, con regusto de sal y de lágrimas, un galicismo hondo y temible, sonoro y lúgubre, que va siempre enlazado a las gentes pescadoras del Cantábrico: la galerna.
Rafael González Echegaray, 1981.

| Fecha                          | Fallecidos | Comentarios |
| ------------------------------ | ---------- | --- |
| 1842                           |            | Afectó especialmente a Laredo |
| 1873                           |            | Se perdieron casi medio centenar de embarcaciones a lo largo de la costa hasta Bayona con sus tripulaciones. |
| 20 de abril de 1878            | 322        | Galerna del Sábado de Gloria |
| 1879                           |            | Naufragaron más de dos docenas de pesqueros. |
| 1882                           |            | Se perdieron varios barcos de Santander. |
| 26 de abril de 1890            | 54         | Naufragaron las embarcaciones de Santander: Santa Catalina, San Pedro, Nuestra Señora del Carmen y Buenas Noches. |
| julio de 1894                  | 17         | |
| 1899                           |            | Naufragó frente a Santoña el ondarrés Josefita, cuya tripulación fue salvada por el yate Goizeko Izarra de Ramón de la Sota. |
| 12 de julio de 1908            | 49         | Desparecieron entre las costas de Asturias, Cantabria y Vizcaya marineros del Carmen Margarita, del Josefa; del Jesús, María y José; del San Ignacio; del San Jerónimo (que fue encontrado a la deriva y sin nadie a bordo junto a la isla de Santa Marina); del Concepción y del Antigua (perdidas ambas embarcaciones al intentar refugiarse en Suances); del Santa Bárbara y del Salomé. |
| Del 12 al 13 de agosto de 1912 | 143        | Galerna de la noche de Santa Clara. Bermeo perdió 143 pescadores, uno de cada diez pescadores de la localidad murieron en la tempestad. |
| 20 de diciembre de 1914        |            | Se hundieron entre Suances y Comillas cuatro barcos: Encarnación, Santa Cecilia, María y Landasun. |
| 12 al 13 de julio de 1961      | 83         | La flota del Cantábrico navegaba tras el bonito, muy alejada de la costa, cuando fue sorprendida por la galerna. |
| 7 de junio de 1987             | 8          | Galerna frontal que afectó a Asturias, Cantabria, el País Vasco y la costa suroeste de Francia. Las rachas máximas de viento se dieron en Gijón con 140 km/h. |
| 13 de mayo de 2002             | 1          | Fuerte galerna de tipo frontal que afectó especialmente al País Vasco, provocando la desaparición del ocupante de un velero en la bahía de Chingudi y en tierra se produjeron varios accidentes con heridos de gravedad. |